# Krateros
Krateros (stgr. Κρατερός, ur. 370 p.n.e., zm. 321 p.n.e.) – wojskowy macedoński w armii Aleksandra Wielkiego, jego przyjaciel i jeden z diadochów.
Dowodził lewym skrzydłem wojsk macedońskich w bitwie pod Issos oraz tylnymi oddziałami w bitwie nad rzeką Hydaspes. W Suzie (Wesele w Suzie) poślubił Amastris, córkę Oksartesa, brata Dariusza III. Jednak w 322 p.n.e. Antypater oddał Kraterosowi za żonę swą najstarszą córkę Filię (wówczas 30-letnią już pannę).
W 324 r. p.n.e. Aleksander wyznaczył go na swojego regenta w Macedonii, gdzie miał zastąpić Antypatra. Wraz z Polyperchonem prowadził weteranów wojennych z powrotem do Macedonii. Gdy umierał Aleksander, Krateros przebywał w Cylicji.
W 322 roku p.n.e. Krateros wsparł Antypatra w wojnie lamijskiej przeciwko Atenom, pokonując je w bitwie pod Krannon. Jesienią uczestniczył w wyprawie Antypatra przeciwko stawiającym wciąż opór sojusznikom Aten, Etolom. Otrzymawszy wiadomość od Antygona o niebezpiecznych działaniach i wzroście potęgi Perdikkasa, Krateros wraz z Antypatrem odstąpił od oblegania Etolów w niedostępnych górach i rozpoczął pospieszne przygotowania do wyprawy na Azję przeciwko Perdikkasowi.
Zginął w walce z Eumenesem w Anatolii (Bitwa u granic Kapadocji) w 321 roku p.n.e. Strateg, utalentowany wódz, lubiany przez żołnierzy, szanowany przez innych dowódców Aleksandra, wymieniony przez umierającego króla jako "najodważniejszy". Wielu widziało w nim przez to następcę Aleksandra i spadkobiercę jego rozległego imperium.